# Chilena (género musical)
La chilena, conocida también como chilena guerrerense o chilena oaxaqueña, es un género musical mexicano de la región de la Costa Chica, zona junto al océano Pacífico en el estado mexicano de Guerrero, y la región Costa de Oaxaca, aunque su influencia se extiende a otras regiones cercanas.
Se originó a partir de la cueca chilena, de allí su nombre, baile que fue llevado por marinos chilenos en 1822 y luego por inmigrantes chilenos entre 1848 y 1855, durante el auge de la fiebre del oro de California, quienes pasaron por los puertos de Acapulco en Guerrero, Huatulco, Puerto Ángel y Puerto Escondido en Oaxaca.
En otros estados de la República Mexicana, así como en Estados Unidos, la chilena llegó a implementarse como un género musical más debido a las migraciones en masa de pobladores provenientes de las regiones de la costa durante las décadas de 1980 y de 1990.
Está emparentada con géneros musicales mexicanos como el son calentano, son de tarima de Tixtla y el son de artesa de La Llanada, así como con la zamba argentina, y la zamacueca, el bailecito boliviano y la marinera peruana.

## Orígenes
Aunque la chilena lleva en su nombre un indicio de sus orígenes, se trata de un género que nació de la mezcla de la música traída por los marineros chilenos y de las tradiciones mestizas de la región sureña de México. Es el género representativo de la llamada Costa Chica y se practica tanto por los grupos indígenas, afromexicanos y mestizos.
Su nombre indica que tuvo sus orígenes en la música proveniente de Chile, más exactamente en la «cueca chilena» o «chilena», denominación con la que esta danza fue conocida cuando se difundió por varios países latinoamericanos. El escritor e historiador Moisés Ochoa Campos (1917-1985) documentó que el baile llegó a Acapulco en 1822 con la escuadra chilena, enviada por el general Bernardo O'Higgins para apoyar a los insurgentes en la guerra de independencia de México. Sin embargo, el arribo se dio a escasos días de haberse generalizado en el puerto las noticias de la derrota del gobierno colonial. Los marineros chilenos se sumaron a la fiesta callejera, bailando sus propios bailes patrios, entre los que se encontraba la cueca. Pese a que el folclorista Vicente Teódulo Mendoza creía que la chilena era todavía un género chileno, la versión mexicana se ha nacionalizado.
La chilena surgió específicamente en la zona que hoy comprende los distritos de Jamiltepec, Juquila y Pochutla; sin embargo, muy pronto se expandió por toda la zona que se conoce como la Costa Chica —región costera que se extiende desde el sur de Acapulco en Guerrero hasta Río Verde en Oaxaca—, que comprende la Costa Chica de Guerrero  y la Costa Chica de Oaxaca, y que constituye una región cultural dentro del complejísimo y disímil pero interconectado territorio cultural de Guerrero-Oaxaca.
El son se fue difundiendo mientras incorporaba, asimilaba y reinterpretaba vastas influencias de ritmos, armonías, estilos y melodías de orígenes mestizos, indígenas y negros se difundió y regionalizó, al mismo tiempo que amalgamó un nuevo tipo de son muy particular. Los diversos elementos culturales circulaban (y siguen haciéndolo) por el vasto territorio de la Costa Chica, acarreando y aportando elementos provenientes desde las sierras guerrerenses y oaxaqueñas, así como de otras regiones, como el Istmo del Tehuantepec. Una tradición moldeada y forjada por pueblos diversos de la Costa Chica: mixtecos de la costa, amuzgos de Guerrero, afromexicanos (negros), chatinos de Oaxaca y mestizos, desde sus inicios hasta la actualidad.
Además, cabe mencionar las influencias que fueron llegando desde Michoacán, a través de la costa del Pacífico, pero que en buena parte provenían de la porción de la región de Tierra Caliente, comprendida entre los Estados de Michoacán y de Guerrero. Todas las variedades de son calentano que de hecho, en principio, probablemente recibieron influencia de las tradiciones que se desarrollaban en Guerrero-Oaxaca.

## Difusión
En México se baila, interpreta, disfruta, cultiva y desarrolla la chilena, todavía hoy día con bastante fuerza, en la región de la Costa Chica de los estados de Guerrero y Oaxaca; con una presencia algo más fuerte en este último, donde se interpretan y componen chilenas en otras regiones, sobre todo en la Sierra sur [Sola de Vega] o Sierra de Miahuatlán, -interconectada directamente con la costa- aunque con estilos particulares y distintas dotaciones instrumentales. También en la Sierra Norte Zapoteca y la Sierra Mixe se interpreta la Chilena, y también se componen aunque no en mucha cantidad y su versión es un tanto diferente. Más recientemente también se ha ido introduciendo en la variedad o dotación de banda de viento en las regiones de la Mixteca Alta de Guerrero y de Oaxaca, esto con la reciente introducción y desarrollo de las bandas de viento en esa región que han ido modificando su repertorio y dotación por la hegemonía de la banda de viento sinaloense.
La región con mayor influencia se tiene desde Ometepec hasta Pinotepa Nacional, saltando hasta Villa Sola de Vega Oaxaca, tierra de grandes trovadores, con bellas interpretaciones, con letras sencillas que nos hacen vibrar.
Villa Sola de Vega es también conocida por sus múltiples chilenas y bandas intérpretes, a dicha villa se le conoce como cuna de la chilena ya que allí han surgido grandes compositores y músicos, creando un extenso repertorio de las mismas, muchas de las chilenas más conocidas fueron compuestas en esas tierras que tienen como sello la chilena tocada con violines, cajón, guitarra; así como con las bandas de viento, muy conocidas en todo el estado por la calidad de la chilena solteca

## Características
Compás de 6/8 generalmente sesquiáltero que se alterna con 3/4, característica que comparte tanto con la cueca chilena como con la gran familia de sones mexicanos. Una chilena tradicional consta de varias partes, alternando los solos instrumentales con las coplas cantadas al ritmo del acompañamiento. Las coplas de la chilena suelen ser cuartillas, con rimas alternadas entre el segundo y cuarto versos. Al final del cuarteto, se incluye un estribillo que puede ser de dos y hasta cuatro versos, dependiendo del compositor. En otras ocasiones, el estribillo lo constituye la frase musical, en tanto que los versos cambian cada que remata el canto de la estrofa. La temática es muy amplia: existen chilenas que describen la región geográfica de las costas de Guerrero y Oaxaca, pero abundan las de temática amorosa. Generalmente, los letristas de chilenas introducen en sus composiciones mensajes que pueden tener un doble sentido o con una fuerte carga sexual
Ejemplos de estrofas de chilenas
¿Eres cubana?
No soy cubana.
¿Eres jarocha?
No soy jarocha.
¿Qué quiere ser mi "mai"?
Soy mariposa. (bis)
Arenita Azul, chilena de Guerrero
En los cerros nacen tunas,
en los planes, xicayotes (bis),
y en las cabeza 'e las viejas
se cagan los zopilotes.
¡Sanmarqueña de mi vida,
sanmarqueña de mi amor!
La sanmarqueña, chilena de San Marcos, Guerrero
Bonito Pinotepa
no soy coplero y te estoy cantando
porque nació en tu suelo
la morenita
que estoy amando. (bis)
Me gustan tus mujeres
por eso aunque no sepan
yo seguiré cantando
¡Viva la Costa con Pinotepa! (bis)
Pinotepa, chilena de Álvaro Carrillo, Oaxaca

## Instrumentación
La chilena tradicional se tocaba con instrumentos de cuerda; sin embargo esta instrumentación ha ido cediendo lugar a las bandas de vientos, características de gran parte del estado de Oaxaca, conformando el estilo denominado chilena moderna o siendo desplazada por otros estilos musicales de bandas de vientos. Aun así, se conserva el conjunto chilenero original y más tradicional en algunas regiones; y existen algunos movimientos que buscan revitalizarlo, como el que ha dado lugar al Festival de la Chilena, que se celebra en la villa de Santiago Jamiltepec, Oaxaca. 
Dicho conjunto instrumental tradicional incluía guitarra, bajoquinto —un cordófono de diez cuerdas organizadas en cinco órdenes, de sonido áspero y grave— y violín, algunas veces acompañados por arpa. Los tres últimos son ejecutados ya por muy pocos músicos en esa región específica. En 1963, por ejemplo, Thomas Stanford grabó a un conjunto de Cruz Grande, Guerrero, que ejecutaba la chilena Viborita de la mar con arpa y tamboreo sobre la caja de resonancia de ese instrumento. Stanford señalaba que el arpista —Eduardo Gallardo— ya era muy anciano, y era uno de los dos últimos ejecutantes del instrumento que quedaban en la zona.
A mediados del siglo XX, la chilena se convirtió en un género muy socorrido por los compositores de la música popular de aquella época. Álvaro Carrillo compuso varias chilenas que se han convertido en obligadas para los chileneros y emblemas de la música suriana. Ejemplo de ello son Pinotepa, que ha sido interpretada entre otros por Lila Downs; o La yerbabuena célebremente interpretada por el Dueto Caleta y el Dueto Río Balsas. Durante ese tiempo, la chilena se hizo acompañar por los tríos comunes que interpretaban bolero. Quizá ello contribuyó a la extinción casi total del bajo quinto y el violín, que dejaron su lugar a las guitarras y el requinto. 
Si bien la interpretación de chilenas con banda de aliento es también bastante antigua, en la actualidad las bandas de viento comerciales del Norte de la República principalmente también difieren en la instrumentación con respecto a la banda más tradicional de la región más austral. Las primeras eran más propias de las regiones montañosas de Oaxaca, pero poco a poco los costeños las adoptaron como propias, en tanto que la gente de los valles centrales y la sierra introducía la chilena como un género popular. Las segundas, a partir del siglo XX, han introducido además el uso de teclados, bajo eléctrico, guacharacas, guitarra eléctrica y otros, con gran aceptación entre la gente de la Costa de Guerrero y Oaxaca.

## Grupos mexicanos intérpretes de este género
En la actualidad existen grupos musicales nacionales o internacionales, que se dedican a tocar, componer y difundir este género musical. Estos grupos en su mayoría surgen de las regiones donde fue creada y donde se goza de popularidad. Algunos ejemplos de estos grupos son (organización Hindú )de Pinotepa Nacional Oaxaca,(Siglo XX )de Ometepec Guerrero unos de los más antiguos Grupo Internacional Remolino, de la zona de Juxtlahuaca, en Oaxaca; otros como La Furia Oaxaqueña de Putla Villa de Guerrero, Oaxaca, La Luz Roja de San Marcos Guerrero, Grupo Musical Eclipse 91 (Jicayan Jamiltepec,Oaxaca), Grupo Sentimiento (de la región de la Mixteca de Tlaxiaco; Oaxaca), Lorena y Los Alebrijes (de Oaxaca de Juárez) y otros grupos regionales. Son famosas en la región la Banda La Costeña y la Banda MM. Cabe destacar que existen otros grupos, fuera de Oaxaca que interpretan variantes del género; un ícono del género de la chilena (se le conoce como Merequetengue) es el Grupo Bryndis, oriundos de San Luis Potosí,. Este grupo en particular muestran el género variante en los temas de "Que más te da", y "Felicidad" quienes son fuertemente influenciados por la banda de viento de Sinaloa. Pero las que han llevado este género a otros países son las cantantes oaxaqueñas Lila Downs, Susana Harp, Geo Meneses y Alejandra Robles ya que han mezclado este género con otros ritmos como el rock, el reggae, pop y rap. Es preciso recordar que en su momento, fueron importantes los reconocidos intérpretes locales como Luis Pérez Meza, Arturo Villela y los Duetos Dueto Río Balsas y Dueto Caleta.
- Arenita azul (anónima)
- Cuajinicuilapita (Moisés Vargas Castellanos)
- El bravero (Álvaro Carrillo)
- El negro de la Costa (Álvaro Carrillo)
- El toro rabón (José Agustín Ramírez Altamirano)
- La putlequita (Prudencio Navarrete)
- La sanmarqueña (José Agustín Ramírez Altamirano)
- La santanera (ánomima de Sola de Vega)
- La talapeña (Vidal Ramírez Guillén)
- La yerbabuena (Álvaro Carrillo)
- Negro Puchunco (Macario Luviano)
- Pinotepa (Álvaro Carrillo)
- Por los caminos del sur (José Agustín Ramírez Altamirano)
- Verdad de Dios (no vuelvo a amar) (Vidal Ramírez Guillén)